# Гарган, Уильям
Уильям Дэннис Гарган (англ. William Dennis Gargan , 17 июля 1905 — 17 февраля 1979) — американский актёр.
Родился в нью-йоркском районе Бруклин. Его старший брат Эдвард Гарган, родившийся ровно на три года раньше него, также был актёром. После окончания школы он работал бутлегером в спикизи, а затем сотрудником в детективном агентстве. Актёрской карьерой Гарган занялся после посещения спектакля с участием брата, где ему предложили роль.
Его дебют в кино состоялся в 1928 году, и в дальнейшие годы актёр появился почти в сотне кинофильмов. Среди его киноработ такие картины как «Дождь» (1932), «Животное царство» (1932), «Не ставь на блондинок» (1935), «Жизнь даётся один раз» (1937), «Звёздная пыль» (1940), «Колокола Святой Марии» (1945), «Ночной редактор» (1946) и «Странное воплощение» (1946), а также «Годы в седле» (1955). В 1941 году за роль в романтической драме «Они знали, что хотели» Гарган был номинирован на «Оскар» как лучший актёр второго плана. Одной из наиболее известных стала его главная роль в радиопостановке «Мартин Кейн, частный сыщик», которая в 1949 году была преобразована в телесериал, выходивший на экраны до 1954 года.
Актёрская карьера Гаргана завершилась в 1958 году, когда ему был поставлен диагноз «рак гортани». В 1960 году ему была проведена операция по удалению гортани, и оставшуюся часть жизни от говорил через искусственную трубку. В то же время он вступил в Американское онкологическое общество, пропагандируя вред курения. В 1968 году он был удостоен премии Гильдии киноактёров США за вклад в кинематограф.
У Гаргана и его жены Мэри было два сына, Лесли и Барри.
Гарган умер в 1979 году от инфаркта на борту самолёта во время рейса из Нью-Йорка в Сан-Диего.